# 加藤泰通
加藤 泰通（かとう やすみち、1879年（明治12年）4月10日 - 1971年（昭和46年）2月23日）は、明治後期から昭和前期の宮内官僚、政治家、華族。貴族院子爵議員。

## 経歴
東京府出身。子爵・加藤泰秋の二男として生まれる。学習院高等科を修了し、1901年（明治34年）イギリスに留学した。父・泰秋の死去に伴い、1926年（大正15年）8月16日、家督を相続し子爵を襲爵した。
1908年（明治41年）以降、外務省嘱託、式部官、侍従、宮内事務官、皇后宮事務官、大喪使事務官、大礼使典儀官、外国使節接伴員、御物管理委員会臨時委員、相続税物納制度調査会委員などを務めた。
1932年（昭和7年）3月10日、補欠選挙で貴族院子爵議員に選出され、研究会に属して1947年（昭和22年）5月2日の貴族院廃止まで在任した。
第二次世界大戦後は、愛媛県大洲市に居を移した。1950年（昭和25年）3月19日、愛媛県内に昭和天皇の戦後巡幸があった際には、松山市の御泊所へ出向いて拝謁の機会を得ている。

## 栄典
位階
- 1899年（明治32年）4月10日 - 従五位[8]
- 1909年（明治42年）4月20日 - 正五位[9]

勲章
- 1925年（大正14年）5月10日 - 双光旭日章[10]

## 親族
- 妻 加藤敬子（ひろこ、松平茂昭五女、1889年 - 1953年）[1]
  - 長男 加藤泰同(1909年 - 1987年)
  - 長女 俊子(1910年 -？)
  - 次女 恵子(1921年 - )